# Island Saver
Island Saver est un jeu vidéo d'action-aventure gratuit développé par le studio écossais Stormcloud Games et édité par la National Westminster Bank. Il est sorti sur Microsoft Windows, Nintendo Switch, PlayStation 4 et Xbox One le 13 mai 2020.

## Système de jeu
L'objectif du jeu est d'explorer une île. De nouvelles zones peuvent être débloquées en dépensant de l'argent en jeu. Ces pièces sont obtenues en ramassant les déchets, en nettoyant le Goop et en sauvant à leur tour les Bankimals (des animaux qui peuvent gonfler avec des pièces comme une tirelire). Au fur et à mesure que le jeu progresse, le joueur apprend les bases de l'utilisation d'un compte bancaire, en plus de sujets connexes tels que le concept de paiement des impôts.

## Développement
NatWest avait pour objectif de créer un jeu vidéo éducatif pour apprendre aux enfants à gérer leur argent de manière responsable.

## Accueil
Le jeu a été bien accueilli, avec une note "très positive" sur Steam et une moyenne de 4½ étoiles sur le PlayStation Store.

## Médias connexes
Des fiches d'activités liées ont été ajoutées à la section MoneySense du site Web de NatWest.